# Leizhou
Leizhou (雷州市S, LéizhōuP) è una città-contea della Cina, situata nella provincia del Guangdong e amministrata dalla prefettura di Zhanjiang.